# Claes Alströmer
Claes Alströmer (Alingsås, 1736 – Gåsevadsholm, 1794) è stato un botanico e zoologo svedese.
Figlio del noto industriale Jonas Alströmer, fu discepolo di Linneo. Compì lunghi viaggi in Europa, dove catalogò instancabilmente nuove piante.
Fu nominato per meriti scientifici presidente dell'Accademia delle scienze di Stoccolma.
Il 7 dicembre 1783 divenne socio dell'Accademia delle scienze di Torino.
| Alstr. è l'abbreviazione standard utilizzata per le piante descritte da Claes Alströmer. Consulta l'elenco delle piante assegnate a questo autore dall'IPNI. |

| Alströmer è l'abbreviazione standard utilizzata per le specie animali descritte da Claes Alströmer. Categoria:Taxa classificati da Claes Alströmer |